# دوري كرة القاعدة الرئيسي 2003
دوري كرة القاعدة الرئيسي 2003 (بالإنجليزية: 2003 Major League Baseball season)‏ هو الموسم 101 من  دوري كرة القاعدة الرئيسي. أقيم خلال الفترة 2003 وحتى 25 أكتوبر 2003، وأشرف على تنظيمه دوري كرة القاعدة الرئيسي، وكان عدد الأندية المشاركة فيه  30، وفاز فيه ميامي مارلينز.